# サルエビ
サルエビ（猿海老、学名 Trachysalambria curvirostris ）は、十脚目クルマエビ科に分類されるエビの一種。日本の大部分を含むインド太平洋の熱帯・温帯域に広く分布するエビで、食用や釣り餌に利用される重要産業種である。

## 地方名
日本での地方名は数多く、アカエビ（富山県氷見市、石川県七尾市石崎、山形県、兵庫県香住・日和山、山口県秋穂）、クマエビ（石川県石崎。大型の雄）、トノサンエビ（京都府）、ドロエビ（新潟県上越）、ナツエビ、ナワエビ（山形県）、ブドウエビ（青森県小泊）、ブドエビ（山口県秋穂、大型個体）、ロク（山口県）、カワツエビ・川津海老（兵庫県明石市）などがある。
アカエビ、クマエビ、ブドウエビは、標準和名では別種を指す。長崎県諫早湾や熊本県天草諸島で赤山海老と総称されている小型の海老類には、アカエビやトラエビなどと共に本種も含まれる。

## 特徴
成体の体長はメス12cm、オス9cmに達する。殻が厚く、表面に細かい短毛が密生する。額角はオスではまっすぐで短いが、メスはオスよりも長く上に反る。生きているときは淡黄褐色だが、死ぬと赤褐色になる。
日本沿岸を含むインド太平洋の熱帯・温帯海域に分布する。日本近海産クルマエビ科の中では最も北まで分布するのが特徴で、分布北限は太平洋側が三陸海岸、日本海側が北海道西岸である（本種に次ぐのはクルマエビとホッコクエビ）。漁獲が多いのは瀬戸内海・四国・九州の各沿岸である。また、本種や同属のミナミサルエビ T. palaestinensis は、スエズ運河を通じて地中海東部にも侵入している。
水深50m以浅の内湾砂泥底に生息する。産卵期は7-10月で、6万から10万粒の卵を直接放出する。寿命は1年から1年半とみられる。春に生まれてその年の冬前に死亡する短期世代と、秋に生まれて越冬して翌年いっぱいまで生きる長期世代があるといわれている。

## 利用
クルマエビのような高級食材ではないが、小型エビ類の一つとして重要な漁業資源となる。素揚げ、塩ゆで、醤油ゆで、むきえび、唐揚げ、佃煮、海老煎餅、干しエビなどに利用される。名古屋めしとして知られる天むすには、サルエビの天ぷらが用いられることが多い。
大阪の天津飯にカニの代わりに使われた例もある。
サルエビ漁の漁具は小型の底引き網で、操業中網口を広げておくために長い竹の棒（桁）を用いることから桁網と呼ばれる。タイ類の釣り餌としてサルエビを捕獲することから、「餌料曳き」（じりょうびき）とも俗称される。夜行性という生態に合わせ、操業は日没後から夜半にかけて行われる。
食用以外にも、小さいものはマダイ、アマダイなどの一本釣りや延縄漁業の生き餌となる。

## 同属種
サルエビ属 Trachysalambria は、インド太平洋沿岸に10種が知られる。クルマエビ科の中では体表に短毛があること、頭胸甲側面の縫合線が肝上棘か甲の後縁まで達すること、雄性生殖器（Petasma）がT字型であることなどにより、区別される。
- シラガサルエビ T. albicoma (Hayashi et Toriyama, 1980)
- アラサルエビ T. aspera (Alcock, 1905)
- T. brevisuturae (Burkenroad, 1934)
- サルエビ T. curvirostris (Stimpson, 1860)
- T. fulva (Dall, 1957)
- オキサルエビ T. longipes (Paul'son, 1875)
- T. malaiana (Balss, 1933)
- ナンセイサルエビ T. nansei Sakaji et Hayashi, 2003
- ミナミサルエビ T. palaestinensis (Steinitz, 1932)
- T. villaluzi (Muthu et Motoh, 1979)